# Instituto Nacional de Electrificación (Guatemala)
El Instituto Nacional de Electrificación (INDE) es una entidad pública autónoma descentralizada con personalidad jurídica, patrimonio propio, capaz de adquirir derechos y contraer obligaciones. Está adscrito al Ministerio de Energía y Minas. Este órgano se encarga de todo lo concerniente a la electrificación del país, tales como por ejemplo: mantener la energía eléctrica disponible, satisfacer la demanda de la misma, etcétera.

## Historia
Fue en el gobierno del Presidente de Guatemala, Coronel Carlos Castillo Armas cuando por iniciativa del Ingeniero Oswaldo Santizo Méndez, se redactó la ley de la Institución que se dedicaba por completo a la Generación, Transmisión y Distribución de Energía Eléctrica en Guatemala, denominada en un futuro Instituto Nacional De Electrificación (INDE).
La propuesta del Ingeniero Oswaldo Santizo Méndez, fue aprobada y creada el 27 de mayo de 1959 mediante el Decreto Ley n.º 1287, bajo el gobierno del Presidente de Guatemala, Señor José Miguel Ramón Ydígoras Fuentes. El objetivo de su fundación se encaminó a dar solución pronta y eficaz a la escasez de energía eléctrica en el país, así como mantener la energía disponible a efecto de satisfacer la demanda normal e impulsar el desarrollo de nuevas industrias, incrementar el consumo doméstico y el uso de la electricidad en las áreas rurales. Cuando el INDE se hizo cargo de la electrificación a nivel nacional, existía en el país apenas 54 kW instalados y en ese entonces se trabajaba en la construcción de la hidroeléctrica Río Hondo.
Posteriormente y ante la situación deficitaria de generación que había en 1961, el INDE instaló en forma emergente, mientras se desarrollaban los planes de expansión, la central diésel de San Felipe Retalhuleu con 2.44 MW y una turbina de gas en Escuintla con una capacidad instalada de 12.5 MW en el año 1965. Además en ese período amplió la capacidad de la hidroeléctrica de Santa María a 6.88 MW en 1966.
El patrimonio inicial lo constituyó una emisión de bonos de Q. 15 millones, los bienes de las hidroeléctricas Santa María y Río Hondo y los bienes del Departamento de Electrificación Nacional.
Actualmente el INDE está regido por su Ley Orgánica, Decreto 64-94 de fecha 7 de diciembre de 1994, promovida por el Ingeniero Rodolfo Santizo Ruiz, la cual establece que es una entidad estatal autónoma y autofinanciable, que goza de autonomía funcional, patrimonio propio, personalidad jurídica y plena capacidad para adquirir derechos y contraer obligaciones en materia de su competencia.
El órgano superior de la administración del INDE es el Consejo Directivo, el que está conformado por miembros del Ministerio de Energía y Minas, Ministerio de Economía, la Secretaría de Planificación y Programación de la Presidencia, Asociación Nacional de Municipalidades, Asociaciones Empresariales y Entidades Sindicales. La Gerencia General es la encargada de la ejecución de las instrucciones y directrices emanadas del Consejo Directivo, además debe llevar a cabo la administración y gobierno de la Institución.
Durante sus 53 años de existencia, los retos afrontados y superados por el Instituto Nacional de Electrificación (INDE) le han llevado a consolidarse como una de las instituciones más eficientes de Guatemala[cita requerida].
El INDE ha sido una pieza fundamental en el desarrollo nacional, generando la energía necesaria para industrias, empresas, comunidades, hogares dando a estos últimos que rondan en pobreza y extrema pobreza un apoyo en tarifa social; iluminando así un sendero de crecimiento continuo para Guatemala.

### Empresa Eléctrica del Sur
La historia de la generación de energía eléctrica en Guatemala, inicia en 1884 al instalarse con capital alemán la primera hidroeléctrica en la finca El Zapote, al norte de la capital. Al año siguiente se forma la Empresa Eléctrica del Sur, fundada por empresarios alemanes que instalaron la hidroeléctrica Palín de 732 kW., esta instalación brindó servicio de energía eléctrica a los departamentos de Guatemala, Sacatepéquez y Escuintla. Como indemnización de guerra, los fundadores alemanes fueron expropiados sin compensación en 1919.
El gobierno de Wilson presionó a los presidentes de Guatemala para que vendieran la compañía a empresiarios norteamericanos. En 1921 el gobierno de Guatemala cedió y la vendió a un precio muy bajo. Los nuevos propietarios aprovecharon su posición de monopolio y exigieron tarifas más altas. El equipo no fue modernizado. En 1940, la empresa seguía trabajando con las mismas máquinas.
En 1927 se construye la hidroeléctrica Santa María, con el fin de proveer de energía al Ferrocarril de los Altos. Cuando este medio de transporte desaparece, las autoridades de gobierno deciden que dicha planta se convierte en la Hidroeléctrica del Estado, con el fin de llevar la electricidad al interior del país, para lo cual en 1940 se crea el Departamento de Electrificación Nacional.

## Visión
Ser la Institución Eléctrica Nacional líder e impulsora del desarrollo del mercado eléctrico nacional y regional cumpliendo con estándares de calidad mundial, a través de la actualización tecnológica y excelencia de su recurso humano.
Son los fines y obligaciones del Instituto Nacional de Electrificación son las siguientes:

## Misión
Contribuir al desarrollo del mercado eléctrico nacional y regional, A través de la producción, transporte y comercialización de electricidad, permitiendo como Empresa Nacional cumplir con su función social, incrementar la electrificación rural, suministrar un servicio eficiente y de calidad para el progreso de Guatemala.

## Objetivos Institucionales
- La productividad y calidad del servicio
- La prestación de un servicio continuo y confiable
- La expansión en función social de la cobertura eléctrica
- La ampliación de la infraestructura de generación y transporte
- La participación en el Mercado Eléctrico Regional
- El aprovechamiento de los recursos naturales renovables con fines energéticos
- El desarrollo Integral de su recurso Humano
- La protección del entorno ambiental

## Fines y Obligaciones
a) Realizar todas las acciones orientadas a dar solución pronta y eficaz de la escasez de energía eléctrica en el país y procurar que haya en todo momento energía disponible para satisfacer la demanda normal, para impulsar el desarrollo de nuevas industrias y el uso de electricidad en las regiones rurales, atendiendo las políticas que para ello defina el Estado.
b) Propiciar la utilización racional, eficiente y sustentable de los recursos naturales, promoviendo el uso productivo y domiciliar de la electricidad generada a partir de fuentes energéticas nativas.
c) Colaborar en la conservación de los recursos hidráulicos y del ambiente del país que se relacionan con las áreas de sus plantas de generación eléctrica y sus proyectos, protegiendo sus cuencas, fuentes y cauces de los ríos y corrientes de agua, a través de la forestación de las mismas.
d) Cooperar en el aprovechamiento múltiple de los recursos hidráulicos, geotérmicos y otras fuentes del país para propósito de generar energía eléctrica, procurando la preservación del ambiente.
e) Determinar técnica, económica y jurídicamente; el potencial hidroeléctrico geotérmico y de otras fuentes renovables, para que sus estudios puedan servir de base a nuevos proyectos de generación de electricidad y ponerlos a disposición de interesados conforme procedimientos que se establezcan para percibir ingresos por dicho servicio.
f) Asesorar cuando le fuera requerido en planes de explotación y desarrollo de energía eléctrica y los contratos relacionados, debiendo percibir ingresos por dicho servicio.
g) Promover el uso racional y el ahorro de electricidad y ofrecer lineamientos que permitan un adecuado manejo de la demanda de energía eléctrica.
h) Participar en los programas, obras y proyectos de transacciones regionales e internacionales de electricidad y energía.
i) Poner al servicio de empresas e instituciones generadoras y consumidoras de energía eléctrica, sus instalaciones de transmisión para prestar servicio de transporte de energía. El INDE cobrará por la prestación de este servicio, para lo cual pondrá inmediatamente a disposición del público la tarifa correspondiente, que estará basada en la porción de sus costos que se relaciona con su red de transmisión, bajo criterios de rentabilidad.
j) Desarrollar la productividad y calidad institucional para garantizar un eficiente servicio al usuario.
k) Preparar y divulgar permanentemente información estadística relacionada con la oferta y demanda de electricidad, fuentes y empresas generadoras y naturaleza del consumo.
En general, todas aquellas atribuciones que le correspondan de conformidad con las finalidades de su campo de acción, siempre que estas no obstaculicen o perjudiquen el dinámico desarrollo de la inversión en la generación y distribución de energía eléctrica.